# Marvel (périodique)
Pour les articles homonymes, voir Marvel (homonymie).
Marvel est un magazine français de bande dessinée créé le 10 avril 1970 par les Éditions Lug.
Racontant les aventures des super-héros de Marvel Comics, la revue fut, après Fantask, la seconde à traduire et publier des comics de la maison d’édition américaine en France. Les pages étaient à l'époque en bichromie. Tout d'abord en petit format jusqu'au no 7, puis au format 17 x 24 cm (en couleurs) jusqu'à la fin, il n'y eut que treize numéros, le dernier datant d'avril 1971.

## Historique
Il semble que la commission de censure ait demandé l'arrêt de la publication à cause du caractère horrifique de La Chose (alias Ben Grimm), le même personnage qui fera un tabac auprès des jeunes bien des années plus tard, au cinéma. La suite des aventures des Quatre Fantastiques parut finalement plusieurs années plus tard en grand format en albums de luxe sous le titre Les Inhumains sont parmi nous. Spider-Man fut « transféré » dans Strange ainsi que Captain Marvel (mais bien plus tard).
De plus, la loi imposait que les revues vendues en kiosque contiennent quelques articles de fond, ce qui n'était pas le cas dans celle-ci. Spéculant sur les délais juridiques, l'éditeur prévoyait d'arrêter le titre à son quinzième numéro. Mais ils ne purent réaliser leur projet et le no 14, dont les maquettes étaient prêtes, contrairement à la légende urbaine, ne fut jamais imprimé. Les seuls exemplaires des Marvel 14, 15 et 16 existants (aujourd'hui épuisés) ont été réalisés par des fans.
Un documentaire réalisé par Jean Depelley et Philippe Roure et sorti en 2009, intitulé Marvel 14 : Les super-héros contre la censure, raconte les raisons de l’acharnement censorial contre la diffusion des revues de super-héros,.
Aujourd'hui, les treize numéros parus sont très prisés par les collectionneurs et les prix sont élevés.

## Séries publiées
- Les Quatre Fantastiques
- Spider-Man
- Captain Marvel (vol.1)